# At Sixes and Sevens
At Sixes and Sevens è il primo album della gothic metal band norvegese Sirenia. L'album è uscito nel 2002 per la Napalm Records. È l'unico album del gruppo con la cantante francese Fabienne Gondamin. La ragazza ritratta nella copertina del disco è una modella norvegese, l'immagine rappresenta una sirena.

## Tracce
Testi e musiche di Morten Veland.
1. Meridian  – 6:20
2. Sister Nightfall  – 5:38
3. On the Wane  – 6:37
4. In a Manica  – 6:03
5. At Sixes and Sevens  – 6:46
6. Lethargica  – 5:30
7. Manic Aeon  – 6:26
8. Shadow of Your Own Self  – 5:58
9. In Sumerian Haze  – 4:39

## Formazione
- Fabienne Gondamin - voce femminile
- Jan Kenneth Barkved - voce maschile
- Morten Veland - voce death, chitarre, tastiere, basso, batteria, programmazione
- Pete Johansen - violino

### Altri musicisti
- Damien Surian, Emilie Lesbros, Johanna Giraud & Hubert Piazzola - coro
- Kristian Gundersen - voce maschile in In a Manica, Lethargica e A Shadow of Your Own Self